# Chicago Tribune
Чикаго трибјун (енгл. Chicago Tribune) је дневни лист са седиштем у Чикагу у Илиноису. Најчитанији је дневни лист у Метрополитанској области Чикага и региону Великих језера. По тиражу је осми највећи дневни лист у САД.
Лист је основао Џејмс Кели, а први број изашао је 10. јуна 1847. Током историје новине су често мијењале власнике и политичку оријентацију.
Лист је данас у власништву компаније Tribune Company, која је такође власник листа Лос Анђелес тајмс.